# لئوناردو (مجموعه تلویزیونی)
لئوناردو (به انگلیسی: Leonardo) یک سریال تلویزیونی ساخت بریتانیا است که از شبکه CBBC پخش می‌شود. داستان این سریال مربوط به ماجراجویی های لئوناردو داوینچی است .جاناتان بیلی( به انگلیسی:Jonathan Bailey)در نقش نوجوانی لئوناردو داوینچی بازی می‌کند. داستان این فیلم مربوط به فلورانس قرن ۱۵است. سری دوم پیش نمایش در ۲۰ سپتامبر ۲۰۱۲ از شبکه CBBC آغاز شد، با شروع قسمت‌های یک و دو به عنوان یک قسط یک ساعته به نام Illusion بازگشت به عقب نشان داده می‌شود. برای سری ۲، جیمز کلاید بازیگرجایگزین آلیستر مک گوآن در نقش پیرو دو مدیچی شد.

## بررسی اجمالی سری
این سریال سرشار از رمز و راز ، ماجراجویی و کمدی ، ماجراهای جوان لئوناردو داوینچی و دوستانش در قرن  ۱۵ فلورانس است.